# Himegoto
Himegoto (ひめゴト) er en japansk mangaserie skrevet og tegnet af Norio Tsukudani. Serien startede oprindelig i Ichijinshas mangamagasin WAaI! i november 2011 og gik her til februar 2014. Sideløbende og efterfølgende lancerede Norio Tsukudani tre yderligere mangaserier i samme univers i form af Himegoto+, der gik i Ichijinshas magasin WAaI! Mahalo fra april 2012 til december 2013, og to andre udgaver af Himegoto, der gik i Ichijinshas Comic Rex fra oktober 2013 til juni 2015 og i Febri fra juni 2014 til juni 2015. De forskellige serier blev sideløbende samlet i seks bind. En animeserie i 13 afsnit bygget over mangaen, med undertitlen Secret Princess Himegoto, instrueret af Yuuji Yanase og produceret af Asahi Production, blev sendt i Japan fra 7. juli til 29. september 2014.
Ingen af delene er udsendt på dansk, men hjemmesiden Crunchyroll streamer animeserien med engelske undertekster.

## Plot
Hime Arikawa er en andetårselev på Shimoshina High School (霜科高校 Shimoshina Koukou), der i begyndelsen af serien bliver jaget af mænd, der vil indkræve den store gæld, som hans i mellemtiden forsvundne forældre har efterladt. Han bliver reddet af skolens elevråd, der betaler hans gæld men på betingelse af, at han indvilliger i at blive elevrådets "hund" og tilbringer sit gymnasieliv klædt som pige.

## Figurer
- Hime Arikawa (有川 ひめ Arikawa Hime) - Hovedpersonen og en dreng med et feminint udseende der er andetårselev på Shimoshina Gymnasium, hvor han bliver medlem af elevrådet. Hans forældre, der konstant rejser udenlands, efterlod en stor gæld i hans navn, og selvom elevrådet betalte, lever han stadig i fattigdom sammen med sin lillebror Kaguya. På skolen er han tvunget til at gå klædt som pige til gengæld for at elevrådet betalte hans gæld. I begyndelsen er det modvilligt men efterhånden bliver det mere til en vane og til tider virker han endda til at nyde det til sin lillebrors og elevrådets glæde.

- Touya Shimoshina (霜科 十八 Shimoshina Touya) / Aruku 18-kin (歩く18禁 Aruku Juuhachi-kin) "Walking 18+" - En tredieårselev og næstformand for elevrådet der kun kendes under sit alias 18-kin. Hun tvinger ofte Hime ind i urimelige situationer men vil ikke lade ham ske noget ondt. Hun virker da også til at have følelser for Hime men viser det kun sjældent åbent. Hendes far er bestyrelsesformand for Shimoshina Gymnasium.

- Sadako Ijuuin (伊集院 運子 Ijuuin Sadako) / Unko (運子) - En tredieårselev og formanden for elevrådet, der er en energisk og intelligent pige. Hun er bange for spøgelser og foretrækker derfor at blive kaldt Unko, da hendes egentlige navn, Sadako, minder hende om spøgelset Sadako Yamamura fra Koji Suzukis roman Ring.

- China Abe (阿部ちな Abe China) / Albertina II (アルベルティーナ 2世 Aruberutiina Ni-sei) - En tredieårselev og elevrådets sekretær der til daglig kaldes "Bell" (ベル Beru). Albertina II er et pseudonym hun bruger, idet hun er en populær mangaka. Hun arbejder på flere mangaer samtidig og bruger Hime som basis for hovedpersonen i sin manga Magical Boy Hime Kiss (魔法少年ヒメキッス Mahou Shounen Hime Kissu). Hun har et følsomt punkt hvad angår hendes små bryster og bliver ophidset, når bryst- og BH-størrelser kommer på tale. Hun bærer altid rundt på et tøjdyr kaldet Magyorubo-san (マギョルボさん).

- Yuuma Tadokoro (田所 悠馬 Tadokoro Yuuma) - Himes klassekammerat og ven siden mellemskolen. Han er lidt af en playboy men kommer aldrig ret langt.

- Kaguya Arikawa (有川 かぐや Arikawa Kaguya) - Himes lillebror og en førsteårselev på Shimoshina Gymnasium. Ligesom sin bror har Kaguya et feminint udseende og er altid klædt som pige, fordi han nyder den opmærksomhed, han får af det. Kaguya hæger meget om sin bror og bryder sig ikke om den opmærksom, 18-kin giver Hime. Kaguya er hovedpersonen i spin-off-serien Himegoto+, hvor han bliver medlem af komiteen for offentlig moral på sin skole. Han har et antal beundrere på skolen, som han omtaler som sine "tjenere".

- Ichigo Ichigou (一郷 いちご Ichigou Ichigo) / No. 1 (1号 Ichi-gou) - Kaguyas klassekammerat og den af hans beundrere der har tætteste forhold til ham, deraf kaldenavnet. Hun er normalt klædt som dreng, en følge af at hun i sin tid gerne vil være ven med Kaguya. De har kendt hinanden i fem år nu og har et nært venskab. Når No. 1 en sjælden gang klæder sig som pige, ses det at hun faktisk er smuk og har store bryster, nogle der normalt er bundet op, så de ikke bemærkes. No. 1 bliver medlem af komiteen for offentlig moral sammen med Kaguya.

- Mitsunaga Oda (織田 光永 Oda Mitsunaga) - En tredieårselev på Shimoshina Gymnasium og formand for komiteen for offentlig moral. Som kommende overhoved for Oda-familien er han tvunget til at være klædt som pige, indtil han bliver voksen, da dette er en regel i familien. Ligesom Kaguya bryder Mitsunaga sig ikke om 18-kin på grund af hendes afslappede holdning til moral og manglende respekt for hans autoritet. Både hun og andre kalder ham for Mittan (みったん), et øgenavn han ikke selv bryder sig om.

- Hiro Toyotomi (豊臣 ヒロ Toyotomi Hiro) - Mitsunagas klassemekammerat der er ud af en familie, der har tjent Mitsunaga-familien i generationer. Da han syntes, det var synd for Mitsunaga at blive tvunget til at klæde sig som pige, besluttede han at gøre det samme og er normalt klædt som tjenestepige. Han er også medlem af komiteen for offentlig moral, hvor andre flere gange overraskes af at se ham kysse og omfavne Mitsunaga.

- Mao Itou (伊東まお Itou Mao) - En dreng på skolen der er hovedperson i et par ekstra kapitler i Josou Shounen Anthology Comic. Han har forelsket sig i en af pigerne, men hun forlanger, at han skal crossdresse først. For at gøre det beder han Hime om at blive dennes lærling, og med Kaguyas mellemkomst får han oplevet, hvad crossdressing vil sige.

## Udvikling
Norio Tsukudani baserede Himegoto på en yonkoma (firebilleders) manga, hun tegnede for sjov, mens hun studerede. Dengang var hovedpersonerne, der nu udgør elevrådet, i stedet medlemmer af dramaklubben. Tsukudani besluttede imidlertid at ændre det, da hun udviklede Himegoto som serie til Ichijinshas magasin WAaI!, og hun besluttede, at det ville være nemmere at håndtere en crossdressende figur, hvis han var i elevrådet. Før hun skabte Himegoto, læste Tsukudani forskellige værker med crossdressende drenge, men mange af dem havde drengene parret med andre drenge. Da hun foreslog Himegoto, ønskede Tsukudani at parre en crossdressende dreng med piger, hvilket hun selv gerne ville læse om. På den måde tænkte hun, at mange forskellige folk ville nyde mangaen.
Når hun lavede mangaen, sigtede Tsukudani efter at skrive scener, der var nemme at læse, noget hun følte, hun ikke var i stand til at gøre så godt, da serien startede. Det hun følte var vigtigst var, at figurerne var så søde som muligt. Da hun udviklede figurerne, baserede hun de kvindelige medlemmer af elevrådet og Tadokoro på venner, hun havde i dramaklubben, da hun studerede. Hovedpersonen Hime blev imidlertid skabt fra bunden med Tsukudanis idealer for en crossdressende dreng som basis for figuren, inklusive hans lyserøde hår, hestehalerne i siderne, og det at han er tvunget til at crossdresse. Ved udviklingen af medlemmerne af komiteen for offentlig moral havde Tsukudani allerede besluttet sig for at have et par crossdressende brødre, hvilket førte til udviklingen af Himes lillebror Kaguya. Tsukudanis redaktør foreslog at gøre Kaguya til hovedperson i spin-off serien Himegoto+, og hun ønskede at give Kaguya en partner, så hun skabte No. 1 og tænkte, at hun lige så godt kunne gøre hende til en crossdressende pige. Mitsunaga og Hiro ønskede hun skulle crossdresse som følge af nogle på forhånd givne årsager. Tsukudani var omhyggelig med designet af figurerne for at opholde en balance mellem dem, inklusive hvilke hårfarver de skulle have.
Selvom Tsukudani havde en notesbog med ideer til historier, indrømmede hun at et kapitels tema i mange tilfælde udsprang af hendes egne dagdrømme. Når hun havde besluttet sig for et tema, lod hun figurerne bevæge sig rundt i hendes hoved og udarbejdede derefter handling og storyboard. Da hun havde et solidt hold på hvem figurerne var, bemærkede hun at de ofte bevægede sig rundt for hende på egen hånd. Men hvis figurerne omvendt havde det anstrengt med et givent tema, kunne Tsukudani ikke udvikle en interessant historie og gik videre til en anden ide. Temaet der blev udviklet til serien i Febri havde at gøre med ekstra aspekter til historien, hun følte at hun ikke havde mulighed for at tegne i den primære serie, så vel som begivenheder der fandt sted mellem kapitlerne i den primære historie.

## Manga
Himegoto er skrevet og tegnet af Norio Tsukudani. Udgivelsen af serien har dog en lettere kompliceret historie, for fra starten i november 2011 og frem til afslutningen i juni 2015 har det gået i hele fem forskellige magasiner og antologier, alle udgivet af Ichijinsha.
- Serien begyndte oprindeligt i Ichijinshas magasin WAaI! nr. 7 fra 25. november 2011,[2] og gik her indtil udgivelsen af WAaI! blev indstillet på ubestemt tid efter udgivelsen af nr. 16 25. februar 2014.[3]
- En spin-off-serie med titlen Himegoto+ gik fra starten i WAaI!'s søstermagasin WAaI! Mahalo, der udkom fra 25. april 2012 til 25. december 2013, hvorefter dette magasin også blev indstillet på ubestemt tid efter udgivelsen af seks numre.[4][5]
- En tredje udgave af Himegoto startede i december 2013-udgaven af Ichijinshas magasin Comic Rex, der udkom 27. oktober 2013,[6] og gik her til august 2015-udgaven, der udkom 27. juni 2015.[7]
- En fjerde udgave af Himegoto gik i Ichijinshas magasin Febri fra nr. 23, der udkom 20. juni 2014, til nr. 29, der udkom 17. juni 2015.[8][9]
- Endelig er der blevet bragt to ekstra kapitler i Josou Shounen Anthology Comic Princess Strawberry Group,[10] der udkom 27. juni 2014, og Princess Apple Group,[11] der udkom 2. august 2014.

Fælles for udgivelserne i både WAaI! og Comic Rex gælder, at der i flere tilfælde er blevet offentliggjort to kapitler i samme nummer, hvilket også var tilfældet for Himegoto+ i WAaI! Mahalo ved en enkelt lejlighed. De første tolv af de seksten kapitler af Himegoto i WAaI! og de første seks af de syv kapitler Himegoto+ i WAaI! Mahalo blev hovedsageligt lavet som yonkoma, firebilledstriber. De resterende kapitler og udgivelserne i Comic Rex, Febri og Josou Shounen Anthology Comic er derimod lavet som normal manga.
De forskellige udgaver af serien blev løbende blevet samlet i bind, hvoraf det første udkom 19. februar 2013,, og som senere blev fulgt af yderligere med bind 6, der udkom 27. juli 2015, som det sidste. Bind 4 blev udgivet både i en almindelig udgave og i eksklusiv udgave med vedlagt drama-cd. Ichijinsha har desuden udgivet en antologi med titlen Himegoto Comic Anthology (ひめゴト コミックアンソロジー) 3. september 2014.

### Mangabind
| Bind | Udgivet           | ISBN                                                                                        |
| --- | ----------------- | ------------------------------------------------------------------------------------------- |
| 1 | 19. februar 2013  | ISBN 978-4-7580-1308-6                                                                      |
| - Kapitel 1-9 fra WAaI! nr. 7-11. - Himegoto+ kapitel 1-4 fra WAaI! Mahalo nr. 1-3. |                   |                                                                                             |
| 2 | 19. april 2014    | ISBN 978-4-7580-1368-0                                                                      |
| - Kapitel 10-14 fra WAaI! nr. 12-15. - Himegoto+ kapitel 5-7 fra WAaI! Mahalo nr. 4-6. - Kapitel 1-3 fra Comic Rex. - Shimoshina High School Student ID Card Collection (霜科高校学生証コレクション Shimoshina Koukou Gakuseishou Korekushon) - Afterword Manga (あとがき漫画 Atogaki Manga) |                   |                                                                                             |
| 3 | 19. juli 2014     | ISBN 978-4-7580-1387-1                                                                      |
| - Kapitel 15-16 fra WAaI! nr. 16. - Kapitel 4-10 fra Comic Rex. |                   |                                                                                             |
| 4 | 27. november 2014 | ISBN 978-4-7580-1415-1 (normal udgave) ISBN 978-4-7580-1416-8 (speciel udgave med drama-cd) |
| - Kapitel 11-15 fra Comic Rex. - Kapitel 1-2 fra Febri. - Teach Me! Hime-senpai (おしえて! ひめ先輩 Oshiete! Hime-senpai) fra Josou Shounen Anthology Comic Princess Strawberry Group. - Teach Me! Chairman Mittan (おしえて! みったん委員長 Oshiete! Mittan Iinchou) fra Josou Shounen Anthology Comic Princess Apple Group. - TV Anime 'Himegoto' Dubbing Report (TVアニメ「ひめゴト」アフレコレポート TV Anime 'Himegoto' Afureko Repooto) Udsendt både i en almindelig udgave og en speciel udgave med vedlagt drama-cd. |                   |                                                                                             |
| 5 | 27. april 2015    | ISBN 978-4-7580-1435-9                                                                      |
| - Kapitel 16-22 fra Comic Rex. - Kapitel 3-5 fra Febri. - Shimoshina High School Student Council & Public Morals Committee Profile Collection (霜科高校生徒会&風紀委員会プロフィール集 Shimoshina Koukou Seitokai & Fuuki Iinkai Purofiiru Shuu) |                   |                                                                                             |
| 6 | 27. juli 2015     | ISBN 978-4-7580-1449-6                                                                      |
| - Kapitel 6-7 fra Fabri. - Kapitel 23-28 fra Comic Rex. - Afterword Manga (あとがき漫画 Atogaki Manga) |                   |                                                                                             |

## Anime
En animeserie i 13 afsnit med undertitlen Secret Princess Himegoto, instrueret af Yuuji Yanase og produceret af Asahi Production, blev sendt i Japan fra 7. juli til 29. september 2014 på BS11. Hvert afsnit er på fire minutter, idet der dog oprindelig taltes om fem minutter. Manuskriptet er skrevet af Kazuho Hyodou, mens Masaaki Sakurai har stået for design af figurerne baseret på Norio Tsukudanis oprindelige design. Introsangen er Troublemaker (とらぶるめーかー Toraburumeekaa), og slutsangen er "Makeup!" (めーきゃっぷ! Meekyappu!), begge sunget af I My Me Mine, en gruppe bestående af Yuuki Kuwahara, Yuka Matenrou, Saki Ono and Hisako Toujou, der også lægger stemmer til de fire hovedpersoner. En single med sangene blev udgivet 5. marts 2014. Serien blev udgivet på blu-ray i Japan 26. november 2014.
Afsnittene er hovedsageligt baseret på kapitel 1-9 fra WAaI!! og kapitel 1-3 af Himegoto+, dvs. reelt næsten hele bind 1 af mangaudgivelsen. Der er dog byttet noget om på rækkefølgen, ligesom komiteen for offentlig moral flere steder er kommet med i historier, hvor det oprindelig kun var elevrådet og omvendt. Dertil kommer afsnit 9 og det meste af afsnit 13, der er originale historier.
Til at promovere animeserien blev der sendt et internetradioshow kaldet Shimoshina Seitokai no Himegoto Radio (霜科生徒会のひめゴトラジオ Shimoshina Student Council's Himegoto Radio) i 24 afsnit mellem 16. april og 24. september 2014 og med medlemmerne af I My Me Mine som værter. Showet blev streamet hver onsdag og var produceret af den japanske internetradiostation Onsen. Uddrag af det blev udgivet på fordelt på seks cd'er mellem 1. juli og 18. oktober 2014.
26. juli 2014 annoncerede hjemmesiden Crunchyroll, at de havde erhvervet rettighederne til at streame animeserien i hele verdenen, undtagen Syd- og Sydøstasien. Premiummedlemmer ville kunne se nye afsnit med det samme, mens alle andre kunne se dem gratis en uge senere. Serien foreligger med undertekster på engelsk, spansk, portugisisk, fransk og tysk.

### Stemmer
- Yuuki Kuwahara - Hime Arikawa[31]
- Yuka Matenrou - 18-kin[31]
- Saki Ono - Unko[31]
- Hisako Toujou - Albertina II[31]
- Takuya Eguchi - Tadokoro[31]
- Chinatsu Akasaki - Kaguya Arikawa[31]
- Minami Tsuda - Servant No. 1[31]
- Ayane Sakura - Mitsunaga Oda[31]
- Azusa Tadokoro - Hiro[31]

### Afsnit
| # | Titel | Sendt første gang  |
| --- | --- | ------------------ |
| | |                    |
| 1 | "I Feel Like I've Lost as a Girl" "Onna toshite Maketa Ki ga Suru" (女として負けた気がする)                                   | 7. juli 2014       |
| Hime Arikawa, der er iklædt tjenestepigekostume, bliver jaget at to skræmmende mænd men bliver reddet af de tre elevrådsmedlemmer 18-kin, Unko og Albertina II. Men da de ser, hvor sød han ser ud, beslutter de sig prompte for også at gøre ham til medlem af elevrådet. De får dog et mindre chok, da de opdager, at Hime er en dreng. Han fortæller, at hans forældre har efterladt en stor gæld. De tre piger beslutter at betale den men på betingelse af, at han bliver elevrådets "hund", og at han vil crossdresse resten af sit skoleliv. Som sådan bliver han efterfølgende præsenteret for alle eleverne, hvor det til hans fortrydelse bliver demonstreret at han er en crossdressende dreng. Svarer til: Kapitel 1 fra WAaI! nr. 7.                                                                                       | |                    |
| 2 | "I'd Go For You Right Now" "Ima no Omae nara Ikeru" (今のお前ならイける)                                                      | 14. juli 2014      |
| Da Hime kommer hjem, er hans lillebror Kaguya vildt begejstret for, at Hime nu crossdresser ligesom ham. På skolen er Tadokoro tilsvarende glad for skiftet men brænder også hurtigt varm på 18-kin, der dog er knap så begejstret. Kaguya vil til gengæld have Hime ud af kløerne på elevrådet og viser sig at have en forbundsfælle i den ligeledes crossdressende Mitsunaga Oda, hvis komite for offentlig moral han prompte tilslutter sig. Svarer til: Kapitel 2 fra WAaI! nr. 8 og Himegoto+ kapitel 1 fra WAaI! Mahalo nr. 1. | |                    |
| 3 | "You're So Cute, Damn it..." "Kawaii na, Kuso..." (かわいいな、 くそ・・・)                                                   | 21. juli 2014      |
| 18-kins far viser sig at være skolens bestyrelsesformand, og han giver elevrådet ordre hver måned. Første opgave denne måned lyder på at hjælpe heppekorsklubben, naturligvis med Hime som cheerleader. I denne egenskab får han til opgave at heppe på volleyballklubben, men da han kommer til at give dem et utilsigtet pantyshoot, bliver de så begejstrede, at de prompte vinder kampen. Efterfølgende gælder det fotoklubben, hvor Hime bliver iført en stribe kostumer. Og hvad billederne ikke viser, kan elevrådet klare med photoshop bagefter... Svarer til: Kapitel 3 fra WAaI! nr. 8. | |                    |
| 4 | "What's With That Scenario?!" "Nani Sono Settei" (ナ二その設定)                                                               | 28. juli 2014      |
| Denne gang er det kunstklubben, der skal hjælpes, idet Hime skal væres deres model i halvt afklædt tilstand. Bell er dog ikke tilfreds med klubmedlemmernes tamme tegninger og griber selv til pennen med et betydeligt mere dristigt resultat til følge. Det får klubmedlemmerne til deres egen og Himes overraskelse at opdage, at Bell er mangakaen Albertina II. Hun har endda startet en ny manga, hvor hovedpersonen tydeligvis er baseret på Hime. Selv er hun tilsyneladende stilfærdig, men det viser sig at dække over en skræmmende personlighed, som hun lader komme til udtryk gennem sit tøjdyr Magyorubo-san. Svarer til: Kapitel 5 fra WAaI! nr. 9. | |                    |
| 5 | "We'd Like You to Wear the Riskiest Thing Possible!" "Girigiri no Mono o Haite Moraitai!" (ギリギリのものをはいてもらいたい!) | 4. august 2014     |
| Hime klarede sig dårligt i den sidste prøve, så 18-kin, Bell og Unko, der er i top, beslutter at give ham undervisning. Deres forsøg på at lære ham elementær biologi er dog noget tvivlsom, og med mysterierne om den crossdressende dreng er de kommet helt på vildspor. Til gengæld skifter fokus til Himes trusser, hvor pigerne har hver deres ideer, om hvad han skal have på. Med matematik og historie kommer de et øjeblik tilbage til studierne, men som modydelse vil pigerne nu til gengæld have Hime til at strippe... Svarer til: Kapitel 7 fra WAaI! nr. 10. Noter: Da Hime bliver spurgt om, hvem der byggede Azuchi Fæstningen, svarer han fejlagtigt Mitsunaga Oda, formanden for komiteen for offentlig moral. Det korrekte svar er daimyoen Oda Nobunaga (1534-1582), der byggede fæstningen nær Kyoto i 1576-1579. | |                    |
| 6 | "Can I Take a Low-Angle Shot?" "Roo Anguru Daijoubu desu ka?" (ローアングル大丈夫ですか?)                                     | 11. august 2014    |
| Elevrådet er til mangafestival, hvor Bells mangaer er en stor succes, og ikke mindst takket være den crossdressende Hime som sælger bliver der hurtigt udsolgt. Efterfølgende bliver Hime sat til at cosplaye af 18-kin og bliver prompte et attraktivt motiv. Mitsunaga og Kaguya dukker op for at protestere sammen med Hiro og No. 1, men med Hiro som tjenestepiger og de andre i skoleuniform bliver de antaget for også at være cosplayere, hvilket Kaguya udnytter med glæde. Til slut samles alle på en familierestaurant, hvor Hime er lidt muggen over at have cosplayet, selvom de faktisk havde en god dag. Svarer til: Kapitel 9 fra WAaI! nr. 11. | |                    |
| 7 | "Your Boobs Are Fully Exposed. Is That Okay?" "Oppai Marudashi dakedo Ii no?" (おっぱい丸出しだけどいいの?)                   | 18. august 2014    |
| Elevrådet skal hjælpe svømmeklubben og til Himes fortrydelse med ham i badedragt. Unko og 18-kin hygger sig, mens Bell helst vil hjem. Kaguya og Mitsunaga dukker endnu en gang op for at protestere sammen med Hiro og No. 1, men Unko foreslår at afgøre striden med en svømmekonkurrence. Her vinder den sportslige Unko til at starte med stort over Kaguya. Men da Hime skal dyste mod Mitsunaga går det galt, for i modsætning til Mitsunaga kan Hime ikke svømme, og 18-kin må derfor redde ham fra at drukne. Oppe på det tørre føler Hime det pinligt, at hans nu løsnede badedragt gør, at hans bryster kan ses. Svarer til: Kapitel 8 fra WAaI! nr. 11. | |                    |
| 8 | "It's My First Time, So Please Be Gentle" "Hajimete dakara Yasashiku Shite Kudasai" (はじめてだから優しくしてください)        | 25. august 2014    |
| Hime har fået besked af elevrådet om at mødes med dem ved indkøbscentret og vel at mærke crossdresse. Et par mænd lægger an på Hime, mens han venter, men elevrådet skræmmer dem væk ved at vise dem, at han er en dreng. Inde i centret viser det sig, at de skal købe en BH til Hime, til trods for at han ikke har bryster. Bell er imidlertid også flad og lader sine frustrationer gå udover Hime, som hun hiver ind i omklædningsrummet for at måle hans brystvidde. Lydene fra det giver dog anledning til en del underen udenfor. Hjemme med en hel stak BH'er kan Hime ikke dy sig for at prøve en af dem, mens Kaguya tænker sit. Svarer til: Kapitel 4 fra WAaI! nr. 9. | |                    |
| 9 | "And? Did it Spill Out?" "De? Kekkyoku Hamideteta no?" (で?結局はみ出てたの?)                                                 | 1. september 2014  |
| Der skal være en skønhedskonkurrence til skolefestivallen, og her stiller elevrådet op i badedragter. Hime er dog bekymret for, om han bliver afsløret som dreng. Imens har komiteen for offentlig moral gang i en yakisoba-bod, men den bliver skippet til fordel for, at Kaguya, Mitsunaga og Hiro også kan deltage i skønhedskonkurrence. Kaguya nyder det, men Mistunaga er knap så begejstret. Hime snubler imidlertid og kommer derved til at vise publikum, hvad han har mellem benene. Resultatet bliver at han prompte vinder konkurrencen, om end han helst havde været fri. Svarer til: Original historie. Noter: Mangakaen Norio Tsukudani har en cameo, idet hun lægger stemme til formanden for radioklubben, der er vært for skønhedskonkurrencen sammen med Tadokoro.                                                   | |                    |
| 10 | "That's a Valid Argument, But Let's Keep It Secret" "Seiron dakedo Damarou ne" (正論だけど黙ろうね)                           | 8. september 2014  |
| Kaguya og No. 1 skal hjælpe komiteen for offentlig moral med at inspicere uniformer men bliver overrasket over Hiro i færd med at kysse Mitsunaga. Under inspektionen viser det sig, at Hiro også er en crossdressende dreng, mens No. 1 til gengæld viser sig at være en crossdressende pige. Elevrådet ankommer men de har noget svært ved at tage Mitsunaga alvorligt. Komiteen får dog noteret en del syndere, men Kaguya bemærker, at der mangler nogle, og tilføjer de fire crossdressende komitemedlemmer for selv at bryde uniformsreglerne. Svarer til: Himegoto+ kapitel 1 og 2 fra WAaI! Mahalo nr. 1 og 2. | |                    |
| 11 | "Basically, a Household Search" "Iwayuru Gasaire desu wa" (いわゆるガサ入れですわ)                                            | 15. september 2014 |
| Mitsunaga har inviteret Hime, Kaguya og No. 1 til sit store hjem, men til hans fortrydelse er resten af elevrådet også kommet. Ærgrelsen bliver ikke mindre af, at elevrådet og Kaguya er meget interesserede i Mitsunagas undertøj. Til gengæld er Hime og Kaguya vilde med synet af Mitsunaga i kimono, og til deres glæde får de lov til også at have kimono på. Men da Hime og Kaguya er uvante med det, falder de alle tre over hinanden. Da de siger farvel, kan Mitsunaga dog ikke lade være med at smile af dagens begivenheder. Svarer til: Himegoto+ kapitel 3 fra WAaI! Mahalo nr. 3. | |                    |
| 12 | "Hime-nii Said He's Quitting the Student Council" "Hime-nii, Seitokai Yamerutte yo" (ひめにぃ、生徒会やめるってよ)            | 22. september 2014 |
| Hime forsøger at påtale to drenge, der lurer ved pigernes omklædningsrum, men det mislykkes, da de i stedet falder for ham og hiver tøjet af ham. Imens ser elevrådet på i skjul men har ikke travlt med at gøre noget, så det bliver Mitsunaga og Hiro, der må redde ham. Det er ikke første gang, at Hime har været udsat, men denne aften vender han nedbrudt hjem til Kaguya. Næste dag fortæller Kaguya elevrådet, at Hime vil forlade elevrådet. Svarer til: Kapitel 6 fra WAaI! nr. 10. Noter: Da Hime kommer hjem, sidder Kaguya og læser magasinet WAaI!!, som Himegoto som oprindelig startede i. Ser man nærmere efter, kan man se, at det er omslaget fra WAaI!! nr. 16, men siden der er slået op på er fra kapitel 12 fra Emus serie Himitsu no Akuma-chan, der blev bragt i WAaI!! nr. 12.                               | |                    |
| 13 | "Sorry, Hime-kun" "Gomen ne, Hime-kun" (ごめんね、ひめくん)                                                                   | 29. september 2014 |
| Mens Hime spiser frokost med Kaguya på skolens tag, sidder resten af elevrådet i deres mødelokale og savner Hime. Da Hime er på vej hjem, er de to drenge fra før imidlertid igen over ham, men denne gang bliver han reddet af elevrådet, der lader tårene få frit løb. Efterfølgende har elevrådet fået til opgave at øge cafeteriets salg, hvilket sker i kostumer til Himes fortrydelser og under protest fra Mitsunaga. 18-kin skaber yderligere furore, da hun giver Hime hans første kys, men med alt tumulten kan Hime, som Kaguya påpeger, til gengæld glæde sig over, at alt igen er, som det plejer at være. Svarer til: Original historie med en scene fra kapitel 6 fra WAaI! nr. 10. | |                    |

## Cd'er
| Titel | Udgivet            | Kodenr. | Type              | Indhold og bemærkninger |
| --- | ------------------ | ------- | ----------------- | --- |
| Troublemaker / Makeup! (とらぶるめーかー/めーきゃっぷ! Toraburumeekaa / Meekyappu!)                                                                                 | 5. marts 2014      | AKCD-9  | Maxi-single       | Cd med introsangen Troublemaker (とらぶるめーかー Toraburumeekaa) og slutsangen "Makeup!" (めーきゃっぷ! Meekyappu!).        |
| Troublemaker / Makeup! (とらぶるめーかー/めーきゃっぷ! Toraburumeekaa / Meekyappu!)                                                                                 | 5. marts 2014      | AKCD-10 | Maxi-single + dvd | Cd og dvd med introsangen Troublemaker (とらぶるめーかー Toraburumeekaa) og slutsangen "Makeup!" (めーきゃっぷ! Meekyappu!). |
| Troublemaker / Makeup! (Anime version) (とらぶるめーかー/めーきゃっぷ! Toraburumeekaa / Meekyappu!)                                                                 | 20. september 2014 | AKCD-17 | Maxi-single       | Cd med introsangen Troublemaker (とらぶるめーかー Toraburumeekaa) og slutsangen "Makeup!" (めーきゃっぷ! Meekyappu!).        |
| Radio CD "Shimoshina Student Council's Himegoto Radio" Vol. 1 (ラジオCD「霜科生徒会のひめゴトラジオ」VOL.1 Radio CD "Shimoshina Seitokai no Himegoto Radio" Vol. 1) | 1. juli 2014       | AKCD-13 | Radio-cd og dvd   | Uddrag af internetradioshow.                                                                                                 |
| Radio CD "Shimoshina Student Council's Himegoto Radio" Vol. 2 (ラジオCD「霜科生徒会のひめゴトラジオ」VOL.2 Radio CD "Shimoshina Seitokai no Himegoto Radio" Vol. 2) | 19. juli 2014      | AKCD-14 | Radio-cd og dvd   | Uddrag af internetradioshow.                                                                                                 |
| Radio CD "Shimoshina Student Council's Himegoto Radio" Vol. 3 (ラジオCD「霜科生徒会のひめゴトラジオ」VOL.3 Radio CD "Shimoshina Seitokai no Himegoto Radio" Vol. 3) | 20. september 2014 |         | Radio-cd og dvd   | Uddrag af internetradioshow.                                                                                                 |
| Radio CD "Shimoshina Student Council's Himegoto Radio" Vol. 4 (ラジオCD「霜科生徒会のひめゴトラジオ」VOL.4 Radio CD "Shimoshina Seitokai no Himegoto Radio" Vol. 4) | 20. september 2014 |         | Radio-cd og dvd   | Uddrag af internetradioshow.                                                                                                 |
| Radio CD "Shimoshina Student Council's Himegoto Radio" Vol. 5 (ラジオCD「霜科生徒会のひめゴトラジオ」VOL.5 Radio CD "Shimoshina Seitokai no Himegoto Radio" Vol. 5) | 11. oktober 2014   |         | Radio-cd og dvd   | Uddrag af internetradioshow.                                                                                                 |
| Radio CD "Shimoshina Student Council's Himegoto Radio" Vol. 6 (ラジオCD「霜科生徒会のひめゴトラジオ」VOL.6 Radio CD "Shimoshina Seitokai no Himegoto Radio" Vol. 6) | 18. oktober 2014   |         | Radio-cd og dvd   | Uddrag af internetradioshow.                                                                                                 |